# Список похороненных на Федеральном военном мемориале «Пантеон защитников Отечества»/Военные деятели
Список отсортирован по алфавиту.

## Военные деятели
1. Неизвестный солдат, погибший в годы Великой Отечественной войны в Смоленской области[1].
2. Алейников Александр Иванович (1959—2021) — российский военачальник, начальник штаба 16-й воздушной армии, генерал-майор авиации[2].
3. Андреев Вадим Константинович (1927—2020) — российский военачальник, генерал-полковник авиации, заслуженный военный лётчик СССР[3].
4. Андреев Владимир Иванович (1942—2025) — советский и российский военачальник, командующий авиацией ПВО (1987—1998), генерал-полковник, заслуженный военный лётчик СССР[4].
5. Антипов Александр Борисович (1940—2021) — российский и советский военный врач, заслуженный врач Российской Федерации, начальник 2-го Центрального военного клинического госпиталя им. П. В. Мандрыки (1990—1994), генерал-майор медицинской службы[5].
6. Антонов Анатолий Павлович (1934—2023) — главный редактор журнала «Военная мысль», помощник начальника Генерального Штаба ВС СССР по оперативным вопросам, кандидат военных наук, генерал-лейтенант[6].
7. Антонов Сергей Викторович (1932—2020) — заслуженный военный лётчик, генерал-майор авиации[7].
8. Антошкин Николай Тимофеевич (1942—2021) — советский и российский военачальник, генерал-полковник, Герой Советского Союза, заслуженный военный лётчик РФ[8].
9. Аракелян Степан Хоренович (1936—2020) — советский военачальник, военный инженер, генерал-полковник[9].
10. Асапов Валерий Григорьевич (1966—2017) — российский военачальник, участник военной операции России в Сирии, генерал-лейтенант, Герой Российской Федерации[10].
11. Афанасьев Виктор Васильевич (1947—2020) — советский и российский военный дирижёр, начальник Военно-оркестровой службы ВС РФ — главный военный дирижёр (1993—2002), генерал-лейтенант[11].
12. Афонькин Сергей Викторович (1980—2020) — российский военный медик, участник военной операции России в Сирии, полковник[12].
13. Балясников Александр Михайлович (1934—2016) — советский танкист, участник венгерских событий 1956 года, Герой Советского Союза (1956), генерал-майор милиции[13].
14. Баранов Александр Николаевич (1959—2021) — российский военачальник, начальник Регионального пограничного управления ФСБ России по ЦФО (2006—2009), генерал-лейтенант[14].
15. Батарин Борис Владимирович (1943—2023) — российский военачальник, преподаватель Военной академии Генерального штаба, генерал-майор[15].
16. Батырь Геннадий Сергеевич (1939—2018) — генерал-майор, доктор технических наук, профессор, заслуженный деятель науки и техники Российской Федерации (1996), лауреат Государственной премии Российской Федерации[16].
17. Барилович Евгений Алексеевич (1932—2020) — советский испытатель подводных систем вооружения и техники, Герой Советского Союза, капитан 1 ранга[17].
18. Бежевец Александр Саввич (1929—2015) — советский лётчик-испытатель, генерал-майор авиации, Герой Советского Союза (1975), заслуженный лётчик-испытатель СССР[18].
19. Береза Владимир Фёдорович (1937—2021) — советский военачальник, заместитель начальника Главного штаба Войск ПВО по политической части (1987—1992), генерал-майор[19].
20. Бобков Владимир Ильич (1933—2021) — советский военный юрист, генерал-майор юстиции[20].
21. Бобров Андрей Евстафьевич (1935—2017) — генерал-майор авиации[21].
22. Бобрышев Юрий Иванович (1934—2019) — советский военачальник, генерал-майор[22].
23. Богданов Анатолий Васильевич (1987—2020) — участник военной операции России в Сирии, капитан[23].
24. Богданов Владимир Иванович (1933—2020) — заместитель начальника ВВИА им. проф. Н. Е. Жуковского, кандидат технических наук, генерал-майор авиации[24].
25. Болысов Владимир Иванович (1937—2021) — советский и российский военачальник и изобретатель. Начальник Главного управления ракетного вооружения РВСН (1995—1998). Герой Российской Федерации, генерал-лейтенант, кандидат технических наук, заслуженный машиностроитель Российской Федерации[25].
26. Бондарцев Владимир Тимофеевич (1937—2020) — советский и российский военачальник, генерал-лейтенант[26].
27. Брежнев Валентин Михайлович (1934—2020) — советский и российский военачальник, генерал-майор[27].
28. Брилев Никита Григорьевич (1896—1955) — российский и советский военачальник, военный разведчик, участник Первой мировой войны, Борьбы с басмачеством и Великой Отечественной войны, генерал-лейтенант[28].
29. Брилев Олег Никитич (1927—2022) — советский и российский учёный и военный инженер в сфере бронетанкостроения, профессор, доктор технических наук, заслуженный деятель науки и техники Российской Федерации, начальник кафедры танков ВАБТВ (1975—1988), генерал-майор[29].
30. Брюхов Василий Павлович (1924—2015) — советский военачальник, танкист-ас, участник Великой Отечественной войны, Герой Российской Федерации (1995), генерал-лейтенант[30].
31. Бруз Вилен Семёнович (1927—2021) — специалист в сфере проблем строительства ВВС, доктор исторических наук, генерал-майор[31].
32. Брыксин Александр Яковлевич (1923—2020) — советский военный лётчик-испытатель, заслуженный лётчик-испытатель СССР, лауреат Ленинской премии, полковник[32].
33. Буриличев Алексей Витальевич (1958—2020) — российский военачальник, подводник, вице-адмирал; начальник Главного управления глубоководных исследований Минобороны России (2005—2020), Герой Российской Федерации (1996)[33].
34. Васильев Геннадий Борисович (1944—2021) — российский военачальник, командующий Московским округом ВВС и ПВО (1998—2002), генерал-полковник[34].
35. Вересков Владимир Иванович (1944—2019) — советский и российский военачальник, начальник управления кадров войск ПВО, генерал-майор[35].
36. Верчагин Валерий Иванович (1947—2021) — советский и киргизский военачальник, заместитель председателя Госкомитета национальной безопасности Киргизии (1991—1999), генерал-полковник[36].
37. Виноградов Евгений Николаевич (1948—2021) — начальник управления — заместитель начальника Главного управления Генерального штаба ВС РФ, генерал-лейтенант[37].
38. Востротин Валерий Александрович (1952—2024) — советский и российский военачальник, генерал-полковник, Герой Советского Союза[38].
39. Вяликов Пётр Фёдорович (1930—2020) — советский военачальник, генерал-майор авиации[39].
40. Гайдаенко Иван Дмитриевич (1919—2023) — советский военачальник, генерал-полковник авиации[40].
41. Галицкий Руслан Викторович (1972—2016) — российский военачальник, участник военной операции России в Сирии, кавалер ордена Мужества (посмертно), полковник[41].
42. Гареев Махмут Ахметович (1923—2019) — советский военачальник и учёный, заместитель начальника ГШ ВС СССР, президент Академии военных наук, генерал армии[42].
43. Гладких Вячеслав Владимирович (1975—2020) — российский военачальник, участник военной операции России в Сирии, генерал-майор[43].
44. Гордиенко Владимир Гаврилович (1934—2014) — заслуженный лётчик-испытатель СССР, полковник, Герой Советского Союза[44].
45. Грицан Виталий Фёдорович (1946—2022) — советский и российский военачальник, командующего войсками Северо-Восточного пограничного округа, генерал-полковник[45].
46. Громов Феликс Николаевич (1937—2021) — советский и российский военачальник, Главнокомандующий Военно-Морским Флотом Российской Федерации (1992—1997), адмирал флота (1996)[46].
47. Гужва Василий Яковлевич (1927—2017) — генерал-лейтенант танковых войск[47].
48. Михаи́л Евге́ньевич Гудко́в ( 1983-2025) —  генерал-майор, первый и единственный дважды Герой Российской Федерации https://www-mk-ru.cdn.ampproject.org/v/s/www.mk.ru/amp/politics/2025/07/08/v-moskve-prostilis-s-dvazhdy-geroem-rossii-generalom-mikhailom-gudkovym.html?amp_gsa=1&amp_js_v=a9&usqp=mq331AQIUAKwASCAAgM%3D#amp_tf=Джерело%3A%20%251%24s&aoh=17520039686801&referrer=https%3A%2F%2Fwww.google.com&ampshare=https%3A%2F%2Fwww.mk.ru%2Fpolitics%2F2025%2F07%2F08%2Fv-moskve-prostilis-s-dvazhdy-geroem-rossii-generalom-mikhailom-gudkovym.html
49. Даниленко Игнат Семёнович (1932—2019) — генерал-майор, доктор философских наук, заслуженный деятель науки РФ, почётный работник российской науки и техники[48].
50. Дейнекин Пётр Степанович (1937—2017) — советский и российский военачальник, Главнокомандующий ВВС СССР (1991—1992), Главнокомандующий ВВС ОВС СНГ (1992), Главнокомандующий ВВС России (1992—1998), генерал армии, Герой Российской Федерации (1997)[49].
51. Димидюк Николай Михайлович (1937—2020) — советский и российский военачальник, командующий Ракетными войсками и артиллерией Сухопутных войск СССР, командующий Ракетными войсками и артиллерией Сухопутных войск Российской Федерации (1991—1997), генерал-полковник[50].
52. Дубовой Виктор Викторович (1961—2019) — морской военный лётчик, полковник, Герой Российской Федерации[51].
53. Дубровин Виталий Викторович (1949—2019) — советский и российский военачальник, начальник оперативного управления Главного штаба Сухопутных войск, генерал-лейтенант[52].
54. Дуленко Юрий Викторович (1956—2020) — советский и российский военачальник, генерал-лейтенант[53].
55. Еловенко Виктор Владимирович (1972—2019) — участник военной операции России в Сирии, полковник[54].
56. Еловик Николай Николаевич (1951—2020) — военный инженер, генерал-майор[55].
57. Еремеев Владимир Вениаминович (1963—2018) — российский военачальник, участник военной операции России в Сирии, генерал-майор; погиб при авиакатастрофе в Хмеймиме[56][57].
58. Ермаков Семён Михайлович (1925—2021) — советский военный экономист и учёный, генерал-майор, кандидат экономических наук[58].
59. Ермольев Николай Николаевич (1939—2020) — советский и российский военачальник, генерал-майор[59].
60. Железнов Игорь Григорьевич (1937—2020) — заместитель начальника 46 ЦНИИ МО СССР по научной работе, генерал-майор[60].
61. Жидко Геннадий Валериевич (1965—2023) — российский военачальник, генерал-полковник, Герой Российской Федерации.
62. Жуков Анатолий Константинович (1944—2017) — заместитель начальника Тыла Вооружённых Сил Российской Федерации, генерал-лейтенант[61].
63. Журавлёв Евгений Андреевич (1928—2020) — генерал-майор[62].
64. Завадский Владимир Васильевич (1978—2023) — генерал-майор[63].
65. Загайный Павел Алексеевич (1918—2018) — генерал-лейтенант авиации[64].
66. Закиров Рафаиль Шакурович (1949—2020) — советский и российский военачальник, начальник Управления авиации МЧС России, генерал-лейтенант[65].
67. Зарембо Виталий Иосифович (1934—2021) — советский военачальник, начальник узла связи Генштаба Вооружённых Сил СССР (1988—1991), генерал-майор[66].
68. Захаров Георгий Иванович (1941—2020) — советский и российский военачальник, военный педагог, генерал-лейтенант[67].
69. Захарьин Валерий Борисович (1945—2020) — начальник направления управления Главного оперативного управления Генерального штаба ВС РФ, генерал-майор[68].
70. Звинчуков Николай Иванович (1945—2020) — советский и российский военачальник, начальник Военного университета Минобороны России (1994—1999), генерал-полковник[69].
71. Зеленин Александр Александрович (1957—2023) — военачальник пограничных войск, начальник управления материально-технического обеспечения ФПС России (2000—2004), генерал-майор[70].
72. Иванов Валерий Михайлович (1960—2019) — российский военачальник, начальник штаба — первый заместитель командующего Войсками воздушно-космической обороны (2011—2013), генерал-лейтенант[71].
73. Иванов Виталий Николаевич (1957—2020) — почётный радист России, заслуженный работник связи России, контр-адмирал[72].
74. Ивонинский Геннадий Сергеевич (1932—2023) — начальник 1-го испытательного управления 53 научно-испытательного полигона (Первый Государственный испытательный космодром «Плесецк»), лауреат Государственной премии СССР, генерал-майор[73].
75. Исак Валерий Владимирович (1949—2023) — начальник Главного управления глубоководных исследований Министерства обороны России (2000—2005), вице-адмирал[74].
76. Казанцев Александр Михайлович (1933—2020) — начальник 1 направления Центра оперативно-стратегических исследований Генерального штаба ВС СССР, генерал-майор[75].
77. Карпов Олег Иванович (1949—2020) — российский военачальник, генерал-майор[76].
78. Каримов Сухроб Абдувалиевич (1983—2019) — участник военной операции России в Сирии, майор[77].
79. Квашнин Анатолий Васильевич (1946—2022) — российский военачальник, начальник Генерального штаба Вооружённых сил Российской Федерации — первый заместитель Министра обороны Российской Федерации (1997—2004), Герой Российской Федерации, генерал армии[78].
80. Квочур Анатолий Николаевич (1952—2024) — заслуженный лётчик-испытатель СССР, Герой Российской Федерации, полковник[79].
81. Кизюн Сергей Николаевич (1956—2025) — российский военачальник, генерал-полковник.
82. Кириллов Игорь Анатольевич (1970—2024) — российский военачальник, генерал-лейтенант, начальник войск РБХЗ, Герой Российской Федерации, Герой Труда Российской Федерации[80].
83. Клеймёнов Анатолий Николаевич (1934—2017) — советский и российский военачальник, заместитель начальника Генерального штаба Вооружённых сил СССР и Российской Федерации (1989—1994), генерал-полковник[81].
84. Клягин Анатолий Сергеевич (1929—2020) — советский военачальник, председатель НТК ВВС (1985—1990), лауреат Государственной премии СССР, генерал-лейтенант[82].
85. Когутенко Александр Гаврилович (1924—2020) — участник Великой Отечественной войны, полный кавалер ордена Славы, подполковник[83].
86. Козлов Николай Борисович (1936—2021) — начальник Центрального продовольственного управления Министерства обороны СССР (1988—1992), генерал-лейтенант[84].
87. Колыбабинский Владимир Николаевич (1963—2024) — Герой Российской Федерации, полковник[85].
88. Коляскин Юрий Иванович (1939—2021) — начальник службы тыла ВВС, генерал-майор авиации[86].
89. Коробейников Иван Михайлович (1939—2022) — начальник Главного штаба — первый заместитель Председателя Комитета по охране государственной границы СССР, генерал-лейтенант[87].
90. Корольков Борис Фёдорович (1936—2023) — первый заместитель Главнокомандующего Военно-воздушными силами СССР (1985—1988), заслуженный военный лётчик Российской Федерации, генерал-полковник авиации[88].
91. Костенко Фёдор Яковлевич (1896—1942) — советский военачальник, участник Великой Отечественной войны, генерал-лейтенант[89].
92. Котельников Пётр Павлович (1929—2021) — ветеран Великой Отечественной войны, последний защитник Брестской крепости, полковник[90].
93. Котлов Василий Сергеевич (1919—2015) — лётчик-испытатель, полковник, Герой Советского Союза[91].
94. Кошелев Владислав Георгиевич (1949—2020) — генерал-майор[92].
95. Кошелев Ефим Гаврилович (1929—2021) — генерал-майор авиации[93].
96. Кравцов Георгий Николаевич (1952—2021) — полковник медицинской службы, ветеран Афганского конфликта, заслуженный врач Российской Федерации[94].
97. Кривошеев Григорий Федотович (1929—2019) — советский и российский военачальник, военный историк, генерал-полковник[95].
98. Круглик Владимир Михайлович (1950—2014) — заместитель директора Федеральной пограничной службы Российской Федерации (1998—2003), генерал-полковник[96].
99. Крылов Николай Леонидович (1929—2021) — военный врач, начальник Главного военного клинического госпиталя им. академика Н. Н. Бурденко, заслуженный врач России, генерал-майор медицинской службы[97].
100. Кузнецов Николай Николаевич (1956—2020) — статс-секретарь — заместитель директора Федеральной службы налоговой полиции Российской Федерации (1997—1999), генерал-майор налоговой полиции[98].
101. Кукушкин Алексей Васильевич (1924—2022) — начальник разведки ВДВ СССР (1970—1985), лауреат Государственной премии СССР, полковник[99].
102. Кулагин Леонид Анатольевич (1940—2023) — заместитель начальника Главного оперативного управления Генерального штаба (1990—1995), генерал-лейтенант[100].
103. Кулаков Владимир Фёдорович (1948—2014) — начальник Главного управления воспитательной работы Вооружённых Сил Российской Федерации (1997—2000), генерал-полковник, член Федерального Собрания Российской Федерации[101].
104. Куренков Александр Владимирович (1951—2019) — заместитель начальника — главный инженер Главного ракетно-артиллерийского управления Министерства обороны РФ, генерал-лейтенант[102].
105. Куринной Игорь Иванович (1938—2018) — председатель Центрального Совета Союза ветеранов Космических войск, инспектор Министерства обороны Российской Федерации, генерал-лейтенант[103].
106. Кутузов Роман Владимирович (1969—2022) — начальник штаба — первый заместитель командующего 8-й общевойсковой армией Южного военного округа, генерал-лейтенант[104].
107. Кушнаренко Евгений Алексеевич (1950—2020) — советский и российский военачальник, генерал-майор[105].
108. Лагошин Валерий Владимирович (1944—2018) — командующий 5-й гвардейской танковой армией (1989—1992), генерал-майор[106].
109. Лаптев Андрей Александрович (1959—2021) — полковник ВС РФ, лётчик-испытатель, Герой Российской Федерации (2005)[107].
110. Ли Владимир Бертанович (1968—2020) — участник военной операции России в Сирии, полковник[108].
111. Луговкин Владимир Михайлович (1947—2020) — советский и российский военачальник, генерал-майор[109].
112. Лукашевич Николай Филиппович (1941—2021) — советский и российский военачальник, командующий войсками Дальневосточного пограничного округа (1992—1994), начальник Академии Пограничных войск России (1994—1996), генерал-полковник[110].
113. Львов Борис Леонидович (1931—2023) — лётчик-испытатель НИИ им. В. П. Чкалова, полковник[111].
114. Майоров Леонид Сергеевич (1941—2019) — советский и российский военачальник и государственный деятель, генерал-полковник[112].
115. Макаров Виктор Романович (1929—2024) — советский военный деятель, генерал-майор[113].
116. Малюков Анатолий Иванович (1938—2018) — советский и российский военачальник, начальник Главного штаба ВВС, генерал-полковник авиации[114].
117. Малькевич Юрий Станиславович (1921—2018) — участник Великой Отечественной войны, генерал-лейтенант, первый заместитель начальника химических войск МО СССР[115].
118. Манилов Валерий Леонидович (1939—2023) — первый заместитель начальника Генерального штаба Вооружённых Сил Российской Федерации (1996—2001), генерал-полковник[116].
119. Мартынов Иван Петрович (1923—2014) — участник Великой Отечественной войны, генерал-лейтенант, Герой Советского Союза[117].
120. Марущак Виктор Владимирович (1923—2014) — заслуженный работник физической культуры РСФСР, начальник спорткомитета Министерства обороны СССР, генерал-майор[118].
121. Маслов Александр Юрьевич (1958—2020) — российский военачальник, начальник штаба — первый заместитель начальника войсковой противовоздушной обороны Вооружённых Сил РФ (2004—2009), генерал-лейтенант[119].
122. Маслов Алексей Фёдорович (1953—2022) — российский военачальник, главнокомандующий Сухопутными войсками Российской Федерации (2004—2008), генерал армии (2006)[120].
123. Матюхин Андрей Юрьевич (1970—2021) — российский военачальник, заместитель начальника НЦУО РФ (2013—2021), генерал-лейтенант[121].
124. Мезох Владимир Чемгуевич (1929—2015) — заслуженный лётчик-испытатель СССР, Герой Российской Федерации[122].
125. Мерецков Владимир Кириллович (1924—2020) — советский военачальник, генерал-полковник[123].
126. Миронов Алексей Кириллович (1926—2021) — заместитель начальника Главного управления кадров МО СССР (1979—1991), генерал-полковник[124].
127. Мистюков Николай Андреевич (1930—2023) — генерал-майор[125].
128. Михалкин Владимир Михайлович (1927—2017) — советский военачальник, маршал артиллерии, командующий ракетными войсками и артиллерией Сухопутных войск (1983—1991)[126].
129. Михайлов Георгий Александрович (1923—2023) — советский и российский военачальник, заместитель начальника ГРУ ГШ СССР — начальник Информации, генерал-полковник[127].
130. Мороз Николай Максимович (1944—2020) — советский и российский военачальник, генерал-лейтенант[128].
131. Морозов Александр Л. (1984—2018) — майор, участник военной операции России в Сирии; погиб при авиакатастрофе в Хмеймиме[57][129].
132. Морозов Игорь Витальевич (1963—2023) — начальник штаба — заместитель командующего Космическими войсками (2015—2023), генерал-майор[130].
133. Москалик Ярослав Ярославович (1966—2025) — заместитель начальника Главного оперативного управления Генштаба Вооружённых сил Российской Федерации (2021—2025), генерал-лейтенант[131].
134. Москвителев Николай Иванович (1926—2020) — советский военачальник, командующий авиацией Войск ПВО СССР (1977—1987), генерал-полковник авиации[132].
135. Муравьёв Александр Андреевич (1937—2024) — военный лётчик, заслуженный лётчик-испытатель СССР, Герой Российской Федерации, майор[133].
136. Непряхин Андрей Анатольевич (1964—2021) — участник Первой и Второй чеченских войн, Герой Российской Федерации, подполковник[134].
137. Никитин Владимир Алексеевич (1940—2020) — советский и российский военачальник, начальник Главного управления эксплуатации ракетного вооружения — заместитель главнокомандующего РВСН по вооружению, генерал-полковник[135].
138. Никишин Владимир Иванович (1954—2023) — заместитель начальника управления Секретариата ОДКБ, генерал-майор[136].
139. Новиков Виктор Фёдорович (1923—2020) — советский военный юрист, генерал-майор юстиции[137].
140. Новиков Николай Ильич (1949—2023) — советский и российский военный лётчик, начальник штаба ВВС и ПВО Военно-Морского Флота, генерал-лейтенант[138].
141. Ноговицын Анатолий Алексеевич (1952—2019) — российский военачальник, заслуженный военный лётчик Российской Федерации, доктор военных наук, заместитель Главнокомандующего Военно-воздушными силами Российской Федерации (2002—2008), первый заместитель начальника Объединённого штаба ОДКБ (2010—2012), генерал-полковник[139].
142. Обаревич Владимир Николаевич (1945—2021) — военный врач, начальник 2 ЦВГ имени П. В. Мандрыка, генерал-майор[140].
143. Окладников Андрей Владимирович (1978—2016) — военный лётчик, командир экипажа вертолёта Ми-28Н, майор; погиб во время военной операции России в Сирии[141].
144. Орехов Геннадий Александрович (1949—2024) — советский военный деятель, генерал-майор[142].
145. Панкратов Юрий Иванович (1937—2018) — первый заместитель Председателя Российского Фонда ветеранов, генерал-лейтенант[143].
146. Пеньков Иван Александрович (1953—2020) — российский военачальник, генерал-лейтенант[144].
147. Перфильев Геннадий Олегович (1965—2017) — подполковник, погиб во время военной операции России в Сирии[145].
148. Петров Василий Иванович (1917—2014) — первый заместитель министра обороны СССР (1985—1986), Маршал Советского Союза, Герой Советского Союза[146].
149. Петров Владимир Алексеевич (1930—2020) — советский военачальник, генерал-майор[147].
150. Петров Игорь Дмитриевич (1938—2017) — капитан 1 ранга, Герой Советского Союза[148].
151. Петров Юрий Викторович (1933—2019) — советский военачальник, генерал-лейтенант[149].
152. Петрушечкин Виталий Степанович (1948—2020) — начальник управления кадров Тыла ВС РФ (1992—1997), генерал-майор[150].
153. Погодин Юрий Иванович (1950—2017) — генерал-лейтенант медицинской службы[151].
154. Поздняков Александр Евгеньевич (1933—2019) — советский военачальник, военный лётчик, генерал-лейтенант авиации[152].
155. Полищук Михаил Иванович (1927—2021) — советский военачальник, генерал-лейтенант[153].
156. Половников Алексей Фёдорович (1976—2020) — советский военачальник, полковник[154].
157. Поляков Николай Борисович (1937—2020) — советский и российский военачальник, генерал-майор[155].
158. Попович Марина Лаврентьевна (1931—2017) — военный лётчик-испытатель 1-го класса, заслуженный мастер спорта СССР, 102-кратный рекордсмен мира, полковник-инженер, доктор технических наук[156].
159. Постоев Александр Николаевич (1937—2020) — заслуженный военный лётчик СССР, заслуженный военный лётчик Российской Федерации, генерал-майор авиации[157].
160. Прудников Виктор Алексеевич (1939—2015) — главнокомандующий Войсками противовоздушной обороны (1992—1997), генерал армии[158].
161. Прыгунов Александр Викторович (1948—2021) — специалист авиационного тыла, генерал-майор авиации[159].
162. Птушка Николай Александрович (1939—2019) — заслуженный специалист авиационного тыла, генерал-майор[160].
163. Пузанов Игорь Евгеньевич (1947—2023) — российский военачальник, генерал армии[161].
164. Райхман Олег Семёнович (1956—2021) — советский и российский военачальник, генерал-лейтенант[162].
165. Раков Анатолий Леонидович (1949—2020) — советский и российский военный медик, доктор медицинских наук, профессор, генерал-майор медицинской службы[163].
166. Раскатов Александр Николаевич (1976—2021) — российский военачальник, заместитель командующего войсками Восточного военного округа (2018—2021), генерал-майор[164].
167. Резниченко Николай Семёнович (1952—2021) — российский военачальник, первый заместитель директора — начальник Главного штаба ФПС России (1999—2003), генерал-полковник[165].
168. Решетников Василий Васильевич (1919—2023) — российский военачальник, заместитель Главнокомандующего ВВС СССР (1980—1986), Герой Советского Союза, генерал-полковник авиации[166].
169. Рожков Геннадий Владимирович (1932-2022) - советский военачальник, генерал-майор.
170. Розов Юрий Владимирович (1937—2021) — советский и российский военный деятель, начальник управлений Главного управления кадров Минобороны СССР и Минобороны России, генерал-лейтенант[167].
171. Росейцев Евгений Владимирович (1995—2020) — участник военной операции России в Сирии, старший лейтенант[168].
172. Рубис Анатолий Фёдорович (1946—2020) — начальник Кемеровского высшего военного командного училища связи, почётный радист России, генерал-майор[169].
173. Рыбалка Виталий Викторович (1923—2018) — советский лётчик, участник Великой Отечественной войны, генерал-лейтенант авиации[170].
174. Савин Юрий Иванович (1938—2019) — советский и российский военачальник, генерал-майор[171].
175. Самойленко Виктор Григорьевич (1931—2022) — советский военный политработник, генерал-полковник[172].
176. Самсонов Виктор Николаевич (1941—2024) — начальник Генерального штаба Вооружённых сил Российской Федерации — первый заместитель министра обороны Российской Федерации (1991—1992, 1996—1997), генерал армии[173].
177. Сафронов Пётр Павлович (1927—2018) — участник Великой Отечественной войны, участник войны в Афганистане, генерал-лейтенант авиации[174].
178. Сбоев Александр Васильевич (1948—2019) — советский военный юрист, прокурор, генерал-майор юстиции, заслуженный юрист РСФСР, почётный работник прокуратуры СССР[175].
179. Сибирцев Владимир Фёдорович (1933—2018) — российский военачальник, генерал-лейтенант[176].
180. Сидоренко Анатолий Савельевич (1940—2018) — российский военачальник, начальник Управления военного образования Министерства обороны РФ, генерал-лейтенант[177].
181. Силаков Виктор Алексеевич (1926—2018) — советский военачальник, начальник Политического управления Войск ПВО СССР, генерал-полковник[178].
182. Синайский Александр Сергеевич (1952—2024) —российские военный деятель, генерал-лейтенант[179].
183. Сергеев Геннадий Николаевич (1943—2021) — заслуженный военный лётчик России, генерал-лейтенант[180].
184. Сердцев Николай Иванович (1948—2021) — начальник Инженерных войск ВС РФ (1999—2008), генерал-полковник[181].
185. Смешко Константин Евгеньевич (1962—2024) — заместитель начальника Инженерных войск ВС РФ (2017—2023), генерал-майор[182].
186. Смирнов Александр Афанасьевич (1946—2020) — помощник заместителя министра обороны — начальника Тыла ВС РФ по воспитательной работе (1993—2002), генерал-майор[183].
187. Соловьёв Юрий Васильевич (1948—2019) — командующий войсками Командования специального назначения (2002—2008), генерал-полковник[184].
188. Созонтов Сергей Николаевич (1947—2020) — генерал-майор[185].
189. Соколов Сергей Александрович (1954—2023) — главный хормейстер Академического ансамбля песни и пляски имени Александрова (2018—2023), народный артист Российской Федерации (2018), заслуженный работник культуры РСФСР (1989), подполковник[186].
190. Солнцев Сергей Николаевич (1947—2023) — заслуженный военный лётчик РФ, начальник Службы безопасности полётов авиации Вооружённых Сил РФ (2001—2005), генерал-лейтенант[187].
191. Солуянов Александр Петрович (1953—2023) — советский и узбекский военачальник, Герой Советского Союза, генерал-майор[188].
192. Сорокин Алексей Иванович (1922—2020) — первый заместитель начальника Главного политического управления СА и ВМФ (1981—1989), адмирал флота[189].
193. Стёпкин Фёдор Тимофеевич (1929—2019) — советский и российский военачальник, заслуженный военный лётчик Российской Федерации, генерал-лейтенант авиации[190].
194. Субботин Виталий Савельевич (1938—2020) — советский политработник, генерал-майор авиации[191].
195. Тарасенко Анатолий Фёдорович (1941—2023) — советский и российский военачальник, начальник Службы безопасности полётов авиации Вооружённых Сил Российской Федерации (1994—2001), заслуженный военный лётчик Российской Федерации, генерал-полковник авиации[192].
196. Тарасов Геннадий Алексеевич (1937—2017) — заместитель начальника штаба Тыла Вооружённых Сил СССР, генерал-майор[193].
197. Тарасов Борис Васильевич (1932—2021) — заместитель начальника войск связи Вооружённых Сил СССР, генерал-лейтенант[194].
198. Татарников Виктор Михайлович (1926—2020) — советский и российский военачальник, генерал-майор[195].
199. Терентьев, Олег Александрович (1950—2019) — первый заместитель начальника Государственного лётно-испытательного центра Министерства обороны Российской Федерации имени В. П. Чкалова (1993—2005), заслуженный военный специалист Российской Федерации, генерал-майор[196].
200. Терехов Анатолий Иванович (1934—2020) — советский и российский военачальник, генерал-майор[197].
201. Ткаченко Владимир Петрович (1934—2021) — советский политработник, инспектор ГлавПУР СА и ВМФ (1979—1983), генерал-майор[198].
202. Тоцкий Константин Васильевич (1950—2018) — постоянный представитель России при НАТО (2003—2008), директор Федеральной пограничной службы Российской Федерации (1998—2003), генерал армии, Чрезвычайный и полномочный посол[199].
203. Уткин Борис Павлович (1923—2023) — советский деятель военно-политических органов, заместитель начальника ГлавПУР СА и ВМФ (1981—1984), генерал-полковник[200].
204. Уткин Дмитрий Валерьевич (1970—2023) — офицер спецназа Главного управления Генерального штаба ВС РФ, подполковник запаса, Герой Российской Федерации, Герой Луганской Народной Республики, командир частной военной компании «Вагнер».[201].
205. Федосеев Виктор Никитович (?—2017) — полковник, лауреат Государственной премии СССР[202].
206. Федянин Валерий Владимирович (1971—2017) — командир 61-й отдельной Киркенесской бригады морской пехоты Северного флота, участник военной операции России в Сирии, полковник[203].
207. Филатов Сергей Иванович (1955—2020) — начальник 132-го Центрального узла связи ВВС, генерал-майор[204].
208. Филиппов Виктор Иванович (1935—2023) — советский военачальник, генерал-лейтенант[205].
209. Фомин Алексей Григорьевич (1927—2022) — заместитель начальника Главка — Главного управления специального строительства (Главспецстрой) Министерства обороны СССР, генерал-лейтенант[206][207].
210. Фролов Вячеслав Сергеевич (1955—2020) — заместитель Главного военного прокурора СССР, генерал-майор[208].
211. Хазиков Вадим Николаевич (1935—2021) — начальник управления — заместитель начальника главного управления вида Вооружённых Сил СССР, генерал-майор[209].
212. Харсеев Виктор Дмитриевич (1945—2019) — российский военачальник, генерал-майор авиации[210].
213. Хорьков Анатолий Герасимович (1937—2021) — заслуженный деятель науки России, доктор исторических наук, профессор, генерал-майор[211].
214. Хомяков Вячеслав Александрович (1938—2019) — начальник управления Главного ракетно-артиллерийского управления Минобороны России, генерал-майор[212].
215. Хюпенен Анатолий Иванович (1928—2019) — командующий зенитными ракетными войсками ПВО СССР (1981—1985), генерал-полковник[213].
216. Царьков Виктор Иванович (1946—2019) — начальник Центрального Управления военной торговли Минобороны России, генерал-майор, действительный государственный советник Российской Федерации 3-го класса[214].
217. Цыбин Владимир Николаевич (1956—2017) — генерал-майор, действительный государственный советник Российской Федерации 3-го класса[215].
218. Чанцев Виталий Евгеньевич (1947—2023) — генерал-лейтенант, заслуженный военный специалист Российской Федерации[216].
219. Чанышев Анвер Хайдарович (1924—2017) — начальник Центрального спортивного клуба Армии (1968—1970), заслуженный работник физической культуры Российской Федерации (2005), полковник, участник Великой Отечественной войны[217].
220. Чернавин Владимир Николаевич (1928—2023) — главнокомандующий военно-морским флотом — заместитель Министра обороны СССР (1985—1992). Герой Советского Союза, адмирал флота[218].
221. Черноусов Владилен Петрович (1932—2022) — военный лётчик, заместитель командира в/ч 26966, генерал-майор авиации[219].
222. Чилиндин Владимир Михайлович (1946—2021) — советский и российский военачальник, генерал-лейтенант[220].
223. Чукарин Николай Иванович (1934—2014) — заместитель Главнокомандующего Войсками ПВО (1988—1995), генерал-полковник[221].
224. Чуранов Владимир Тимофеевич (1945—2023) — заместитель министра обороны России — начальник Тыла Вооружённых Сил России (1995—1997), начальник Тыла Вооружённых Сил России (1992—1995), генерал-полковник[222].
225. Шагалеев Фарит Султанович (1947—2014) — военный лётчик-снайпер, генерал-майор, Герой Советского Союза[223].
226. Шанин Виталий Семёнович (1938—2019) — начальник сельскохозяйственного управления продовольственной службы Минобороны России, генерал-майор[224].
227. Шапилов Александр Николаевич (1954—2020) — заслуженный военный специалист Российской Федерации, генерал-майор[225].
228. Шенин Виталий Семёнович (1925—2017) — заслуженный работник сельского хозяйства России, генерал-майор[226].
229. Ширинкин Алексей Иванович (1925—2017) — начальник политуправления войск Южного направления, генерал-полковник[227].
230. Шмырин Анатолий Сергеевич (1950—2020) — кандидат военных наук, генерал-майор[228].
231. Шуралёв Владимир Михайлович (1935—2020) — заместитель министра обороны СССР (1990—1991), генерал армии[229].
232. Юдин Сергей Сергеевич (1959—2019) — заместитель начальника ВУНЦ СВ, генерал-лейтенант, участник контртеррористической операции на территории Северо-Кавказского региона, военной операции России в Сирии[230].
233. Юрков Александр Павлович (1925—2024) — советский военный деятель, генерал-майор[231].
234. Яганов Николай Максимович (1920—2015) — участник Великой Отечественной войны, разведчик, полный кавалер ордена Славы[232].
235. Язов Дмитрий Тимофеевич (1924—2020) — министр обороны СССР (1987—1991), Маршал Советского Союза[233].